# Alpinia macroura
Alpinia macroura är en enhjärtbladig växtart som beskrevs av Karl Moritz Schumann. Alpinia macroura ingår i släktet Alpinia och familjen Zingiberaceae.
Artens utbredningsområde är Thailand. Inga underarter finns listade i Catalogue of Life.